# Nasir Tjurjakulowitsch Tjurjakulow

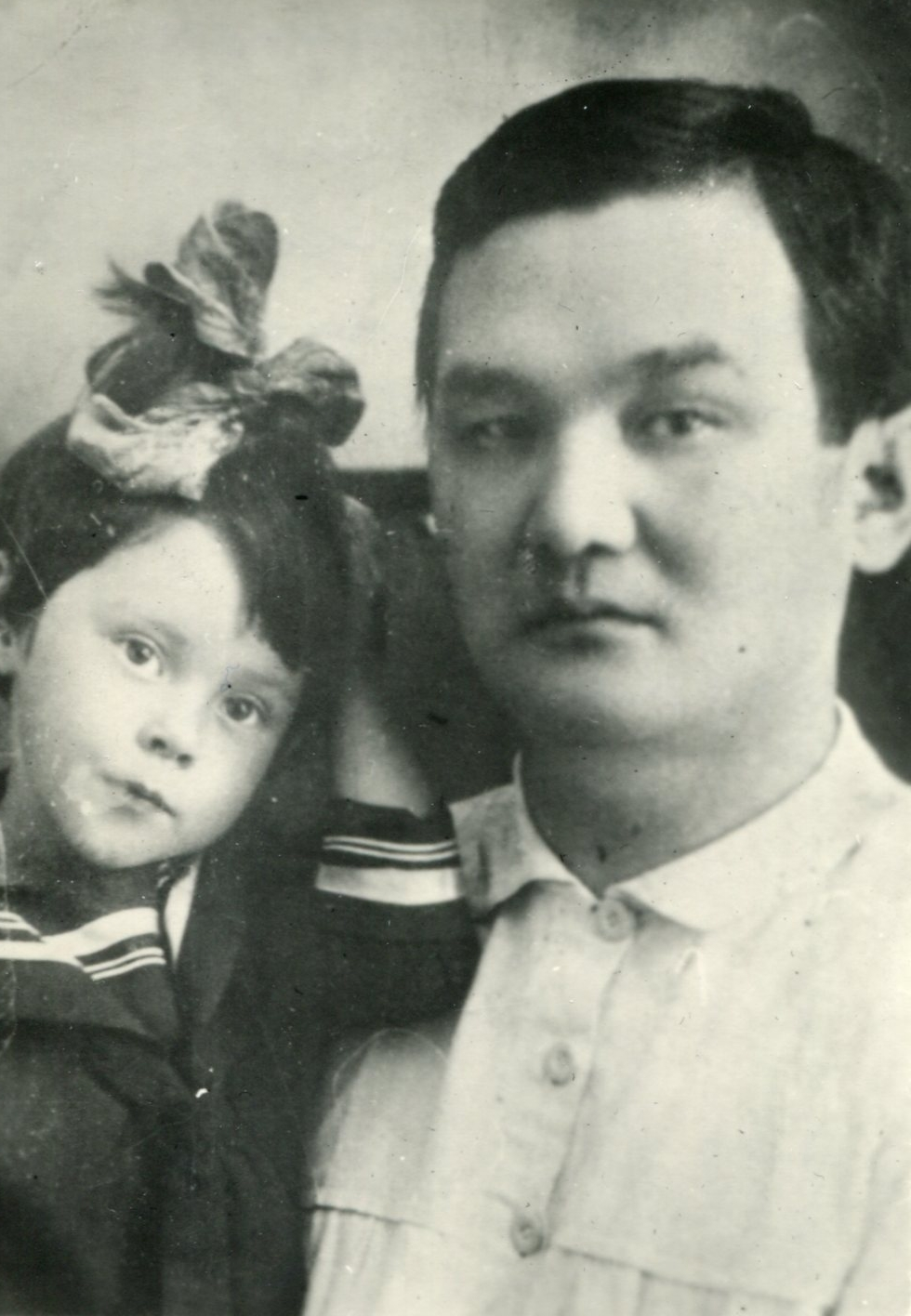
Nazir und seine Tochter Tyuryakulov Anel

Faisal ibn Abd al-Aziz mit Kerim Hakimov im Moskauer Kreml.

Nasir Tjurjakulowitsch Tjurjakulow (russisch Назир Тюрякулович Тюрякулов; * 1893 in Qoʻqon; † 9. November 1937) war ein sowjetischer Diplomat und Turkologe.

## Leben
Tjurjakulow wurde in eine wohlhabende Kaufmannsfamilie geboren, sein Bruder war Qadir Tyuryakulovich Tyuryakulov ein sowjetischer Wirtschaftswissenschaftler und Produktionsmittelverfüger. Er studierte an einer Madrasa, und von 1914 bis 1916 am Moskauer Institut für Handel dem Vorgängerinstitut der Russischen Plechanow-Wirtschaftsuniversität. Er arbeitete beim Semstwobund an der russischen Westfront, dann in der Turgay Region. 1917 war er Mitglied der Sozialrevolutionäre, deren Vorsitzender er 1918 in Qoʻqon war, als er im September zu den Bolschewiki wechselte und von der Roten Armee rekrutiert wurde. Von 1918 bis 1919 war er Sekretär des Revolutionären Komitees der Qoʻqon und Kommissar für Bildung. 1920 firmierte er als Herausgeber der in Taschkent erschienenen Zeitung »Иштрати Июн«, dem Organ des regionalen muslimischen Büros. Von 1920 bis 1921 war er Volkskommissar für Bildung in Turkestan. Vom 19. Juli bis 22. Oktober 1920 saß er dem Sowjet von Turkestan vor. Von September bis November 1921 war er geschäftsführender Sekretär des Zentralkomitees der Kommunistischen Partei in Turkestan sowie Mitglied des asiatischen Büros der Kommunistischen Partei der Sowjetunion. Von 1920 bis 1922 war er Mitglied der Regierung von Turkestan. Vom 26. November 1920 bis 19. Mai 1922 war er Mitglied des revolutionären Militärrates von Turkestan. Von Mai 1921 bis Juni 1922 saß er dem Wahlrat von Turkestan vor. 1922 war er Mitglied des Vorstandes des Zentralasiatischen Büros der KPdSU. Von 1922 bis 1923 schloss er sein Studium am Moskauer Handelsinstitut mit einem Diplom ab. Von 1922 bis 1928 saß er dem Zentralrat des Staatsverlages für den Osten, Центриздат (Tsentrizdat) vor und war Mitglied des Präsidiums des Научная ассоциация востоковедов (Orientinstitut der Sowjetunion). Von 1923 bis 1928 beschäftigte er sich mit der Romanisierung der tatarischen Schriftsprache und legte einen Entwurf zur Romanisierung des Jaꞑalif (tatarischen Alphabets) vor. Dieser wurde 1926 auf dem ersten sowjetischen Kongress der Turkologen in Baku diskutiert.
1926 überfiel Abd al-Aziz ibn Saud, mit seinen Wahhabiten das Königreich Hedschas und vereinigte den Hedschas mit dem Nadschd als wesentlichen Teil am 23. September 1932 Teil des Königreichs Saudi-Arabien. Die sowjetische Regierung unter Alexei Iwanowitsch Rykow erkannte umgehend das Regime von Abd al-Aziz ibn Saud durch Kerim Hakimov an. 1927 gab Großbritannien im Abkommen von Dschidda, das im Ersten Weltkrieg vom Osmanischen Reich eroberte Gebiet entlang der Westküste Arabiens, genannt Britisches Protektorat Arabien an Abd al-Aziz ibn Saud ab und garantierte die Unabhängigkeit Arabiens. 1928 trat Tyuryakulov in das, von Georgi Wassiljewitsch Tschitscherin geleite, Volkskommissariat für auswärtige Angelegenheiten und im Juli wurde er Generalkonsul im Königreich Hedschas, Nadschd und die damit verbundenen Bereichen entsandt.
1930 wurde das Generalkonsulat in Dschidda zur Botschaft aufgewertet und Tyuryakulov überreichte am 28. Februar 1930 das entsprechende Akkreditierungsschreiben. Im Mai 1932 besuchte der saudi-arabische Außenminister Faisal ibn Abd al-Aziz Moskau. Die sowjetische Regierung erkannte die strategische Bedeutung von Saudi-Arabien an und strebte einen Freundschafts-, Schifffahrts- und Handelsvertrag an. 1935 wurde ein Abkommen zwischen der »Востгосторг« (Sowjetische Gesellschaft für Handel mit dem Osten) und dem Finanzministerium von Saudi-Arabien unterzeichnet, mit dem ein Handelsbilanzausgleich angestrebt wurde.
Nasir Tjurjakulowitsch Tjurjakulow wurde am 6. September 1937 nach Moskau abberufen und bei den stalinschen Säuberungen erschossen.